# Henri Catherine Balthazard Vincent
Pour les articles homonymes, voir Vincent.
Henri Catherine Balthazard Vincent, né le 22 mai 1775 à Valenciennes et mort le 24 décembre 1844 à Paris, est un général français de la Révolution et de l'Empire.

## Biographie
Il commence sa carrière durant la Révolution en s'engageant au 1er bataillon de volontaires des Pyrénées-Orientales et sert en 1792 à l'armée des Alpes, puis de 1793 à 1795 à l'armée du Rhin. Il est nommé lieutenant le 9 novembre 1793 et passe en 1795 à l'armée du Nord. En 1797 il rejoint l'armée de Sambre-et-Meuse, avant d'être affecté en 1798 et 1799 à l'armée d'Angleterre puis à l'armée de l'Ouest. Il sert ensuite en 1800 et 1801 à l'armée d'Italie. Il reçoit son brevet de capitaine le 9 juin 1800 et est transféré en 1801 au 1er corps d'observation de la Gironde puis au Portugal avant de rentrer en France où il rejoint le camp de Saint-Omer de 1803 à 1805. Il participe aux batailles d'Austerlitz, d'Iéna, de Breslau et de Wagram.
Le 23 juillet 1809 Vincent est nommé colonel et est fait baron de l'Empire en décembre de la même année. Il est ensuite rattaché à l'armée d'Illyrie puis au 4e corps de la Grande Armée avec lequel il fait la campagne de Russie. Engagé dans la campagne d'Allemagne en 1813, il est blessé à Leipzig et se voit promu au grade de général de brigade le 4 décembre 1813. Pendant la campagne de France, il combat à Villeparisis puis défend Paris sous les ordres du maréchal Marmont. 
En juin 1814, pendant la Première Restauration, il est nommé lieutenant des gardes du corps du Roi et commandeur de la Légion d'honneur deux mois plus tard. Durant les Cent-Jours, il se rallie à Napoléon et participe à la totalité de la campagne de Belgique, combat également à Vélizy et Rocquencourt. Lors de la seconde Restauration, il est mis immédiatement en non activité en raison de son ralliement. En 1819, le général Vincent est rappelé et est nommé inspecteur de cavalerie jusqu'en 1825, date à laquelle il est nommé inspecteur général jusqu'en 1829. En 1823, il participe à l'expédition d'Espagne et devient lieutenant-général en 1825. Il sert alors sous les ordres du général Bordesoulle jusqu'en juillet 1830. Il est mis en non activité par la monarchie de Juillet le 7 février 1831 et est admis à la retraite le 20 juin 1837.

## Distinctions
- Il fait partie des 660 personnalités à avoir son nom gravé sous l'arc de triomphe de l'Étoile. Il apparaît sur la 19e colonne (l’Arc indique VINCENT).

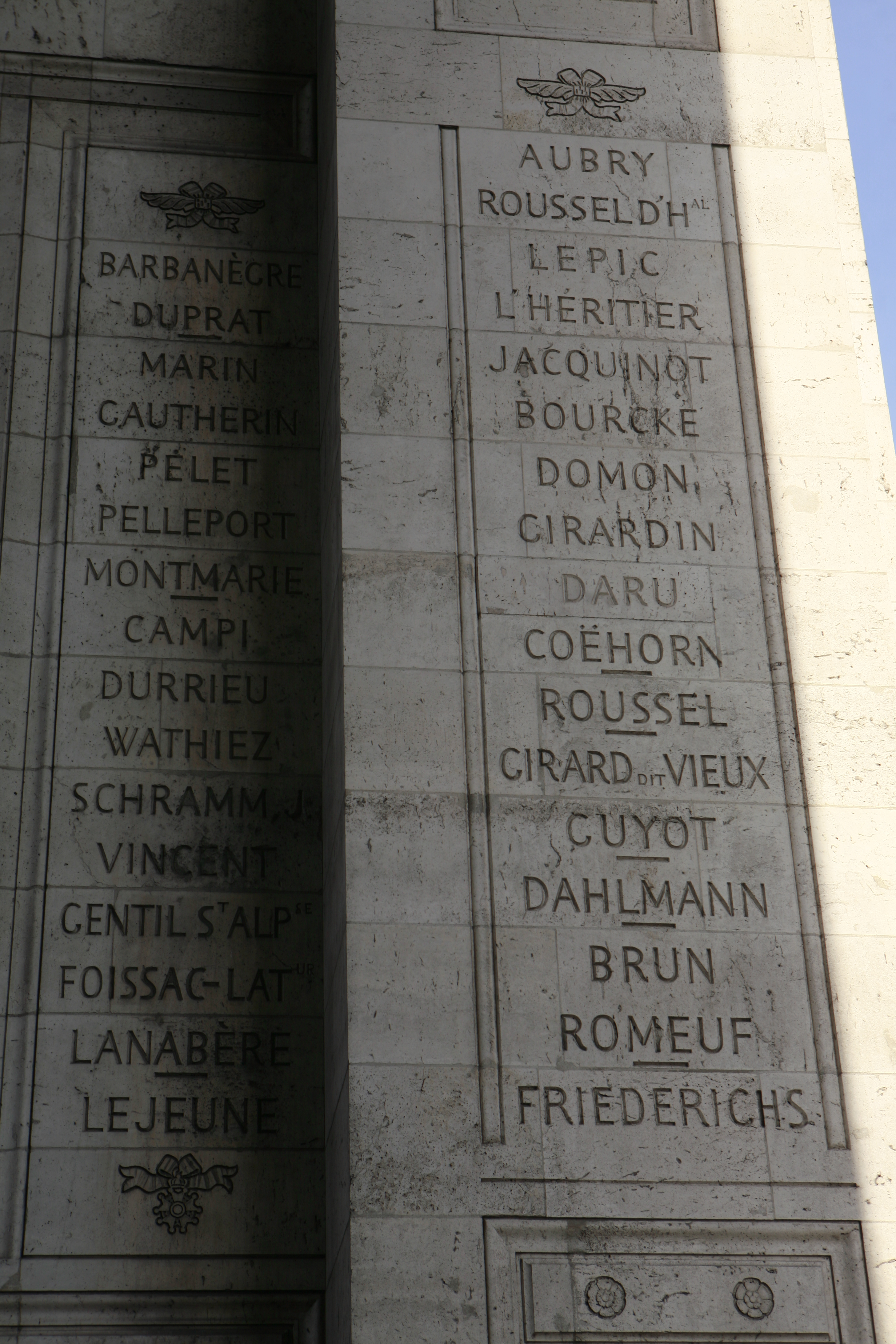
Noms gravés sous l'arc de triomphe de l'Étoile : pilier Est, 19e et 20e colonnes.

## Sources
- Vicomte Révérend, Armorial du premier empire, tome 4, Honoré Champion, libraire, Paris, 1897, p. 378.